# Cupim-narigudo
O cupim-narigudo (Nasutitermes globiceps) é um cupim da família dos termitídeos, de ampla distribuição no Brasil. Tais insetos constroem ninhos em árvores, postes ou mourões, e cujo soldado apresenta prolongamento na cabeça em forma de um pontudo nariz. Também são conhecidos pelos nomes de cabeça-de-negro, cupim-cabeça-de-negro, cupim-das-árvores e cupim-de-madeira.